# NGC 7143
NGC 7143 — двойная звезда в созвездии Лебедь.
Этот объект входит в число перечисленных в оригинальной редакции «Нового общего каталога».